# Bad Belzig
Bad Belzig is een gemeente en plaats in de Duitse deelstaat Brandenburg. Het is de Kreisstadt van de Landkreis Potsdam-Mittelmark. De stad telt 11.096 inwoners. Bad Belzig heeft een oppervlakte van 234,83 km² en ligt in het oosten van Duitsland.

## Sport en recreatie
Door deze plaats loopt de Europese wandelroute E11. De E11 loopt van Den Haag naar het oosten, op dit moment de grens van Polen en Litouwen. In de stadskerk St. Marien, waar Maarten Luther in 1530 nog predikte, is het Brandenburgisches Orgelmuseum gevestigd.

## Plaatsen in de gemeente
- Bergholz
- Borne
- Dippmannsdorf
- Fredersdorf
- Groß Briesen met Klein Briesen
- Hagelberg met Klein Glien
- Kuhlowitz met Preußnitz
- Lübnitz
- Lüsse
- Lütte
- Neschholz
- Ragösen
- Schwanebeck
- Werbig met Egelinde, Hohenspringe en Verlorenwasser.

## Demografie
- Ontwikkeling van de bevolking sinds 1875 binnen de huidige grenzen (blauwe lijn: Bevolking; stippellijn: Vergelijking van de ontwikkeling van de bevolking van de deelstaat Brandenburg, Grijze achtergrond: tijdens de nazi-regering, Rode achtergrond: tijdens de communistische regering)
- Recente ontwikkeling van de bevolking (blauwe lijn) en prognoses

| Jaar | Inwoners |
| ---- | -------- |
| 1875 | 8 847    |
| 1890 | 8 665    |
| 1910 | 9 162    |
| 1925 | 9 362    |
| 1939 | 10 636   |
| 1950 | 14 139   |
| 1964 | 12 329   |

| Jaar | Inwoners |
| ---- | -------- |
| 1971 | 12 145   |
| 1981 | 11 873   |
| 1985 | 11 849   |
| 1990 | 11 960   |
| 1995 | 11 711   |
| 2000 | 12 263   |
| 2005 | 11 772   |

| Jaar | Inwoners |
| ---- | -------- |
| 2010 | 11 248   |
| 2015 | 11 120   |
| 2016 | 11 113   |
| 2017 | 11 126   |
| 2018 | 11 144   |
| 2019 | 11 141   |
| 2020 | 11 096   |

Gegevensbronnen worden beschreven in de Wikimedia Commons.

## Geboren in Bad Belzig
- Carl Gottlieb Reißiger, (31 januari 1798), componist, muziekpedagoog en dirigent
- Friedrich August Reißiger, (26 juli 1809), componist, muziekpedagoog, dirigent en organist

## Galerij

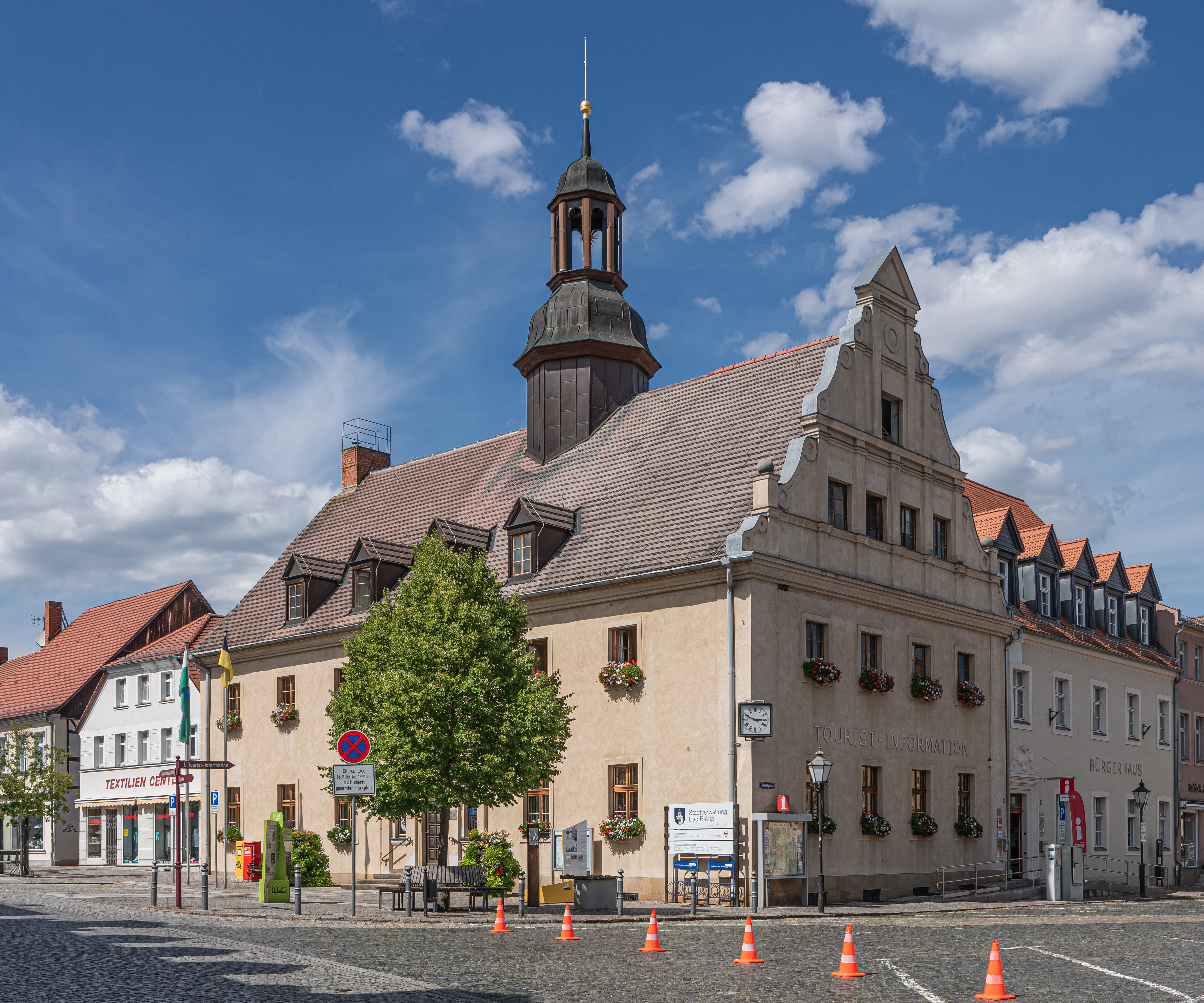
Gemeentehuis
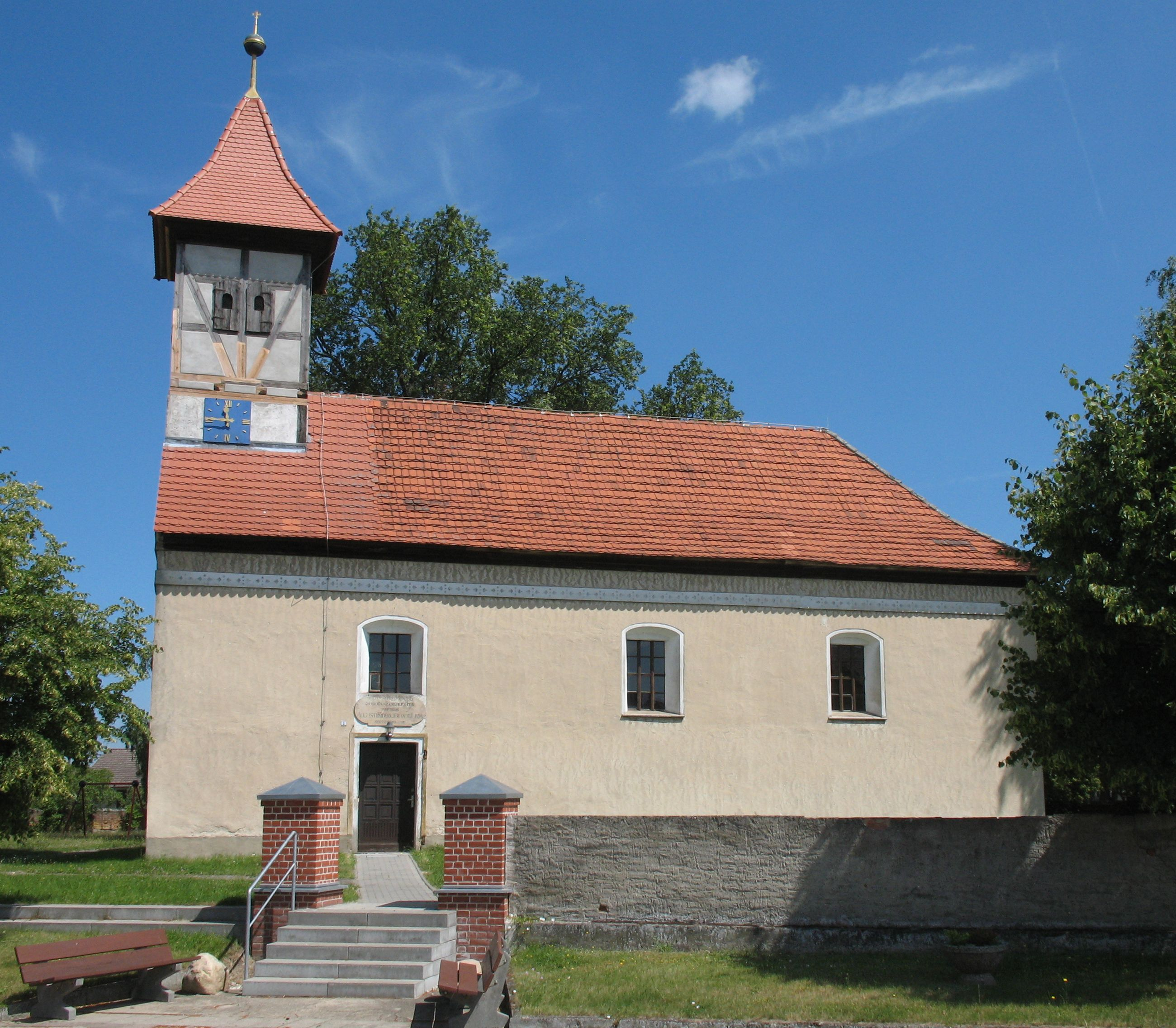
Kerk in Groß Briesen
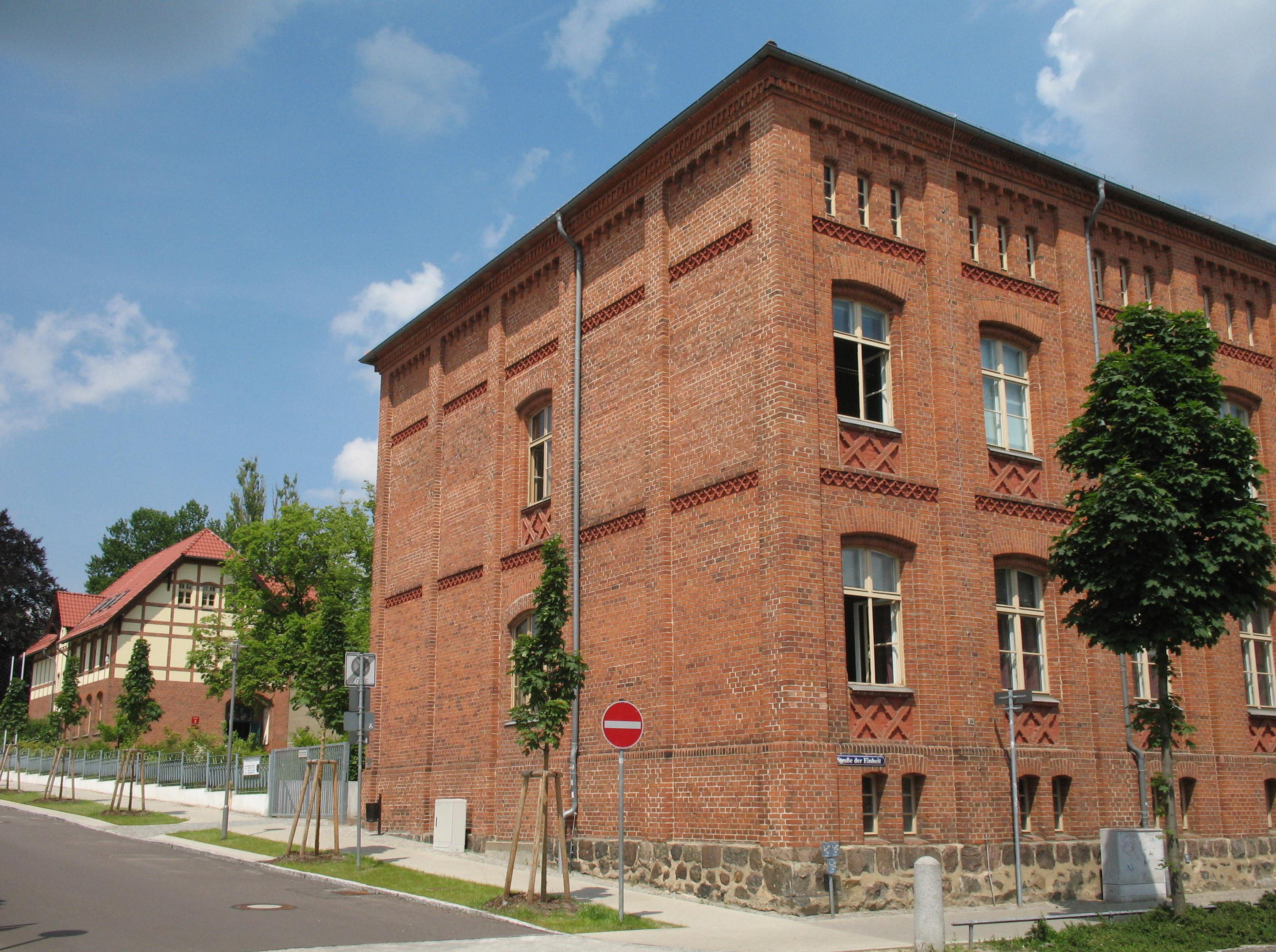
School

Bad Belzig ·
Beelitz ·
Beetzsee ·
Beetzseeheide ·
Bensdorf ·
Borkheide ·
Borkwalde ·
Brück ·
Buckautal ·
Golzow ·
Görzke ·
Gräben ·
Groß Kreutz (Havel) ·
Havelsee ·
Kleinmachnow ·
Kloster Lehnin ·
Linthe ·
Michendorf ·
Mühlenfließ ·
Niemegk ·
Nuthetal ·
Päwesin ·
Planebruch ·
Planetal ·
Rabenstein/Fläming ·
Rosenau ·
Roskow ·
Schwielowsee ·
Seddiner See ·
Stahnsdorf ·
Teltow ·
Treuenbrietzen ·
Wenzlow ·
Werder (Havel) ·
Wiesenburg/Mark ·
Wollin ·
Wusterwitz ·
Ziesar